# الکسینا گراها

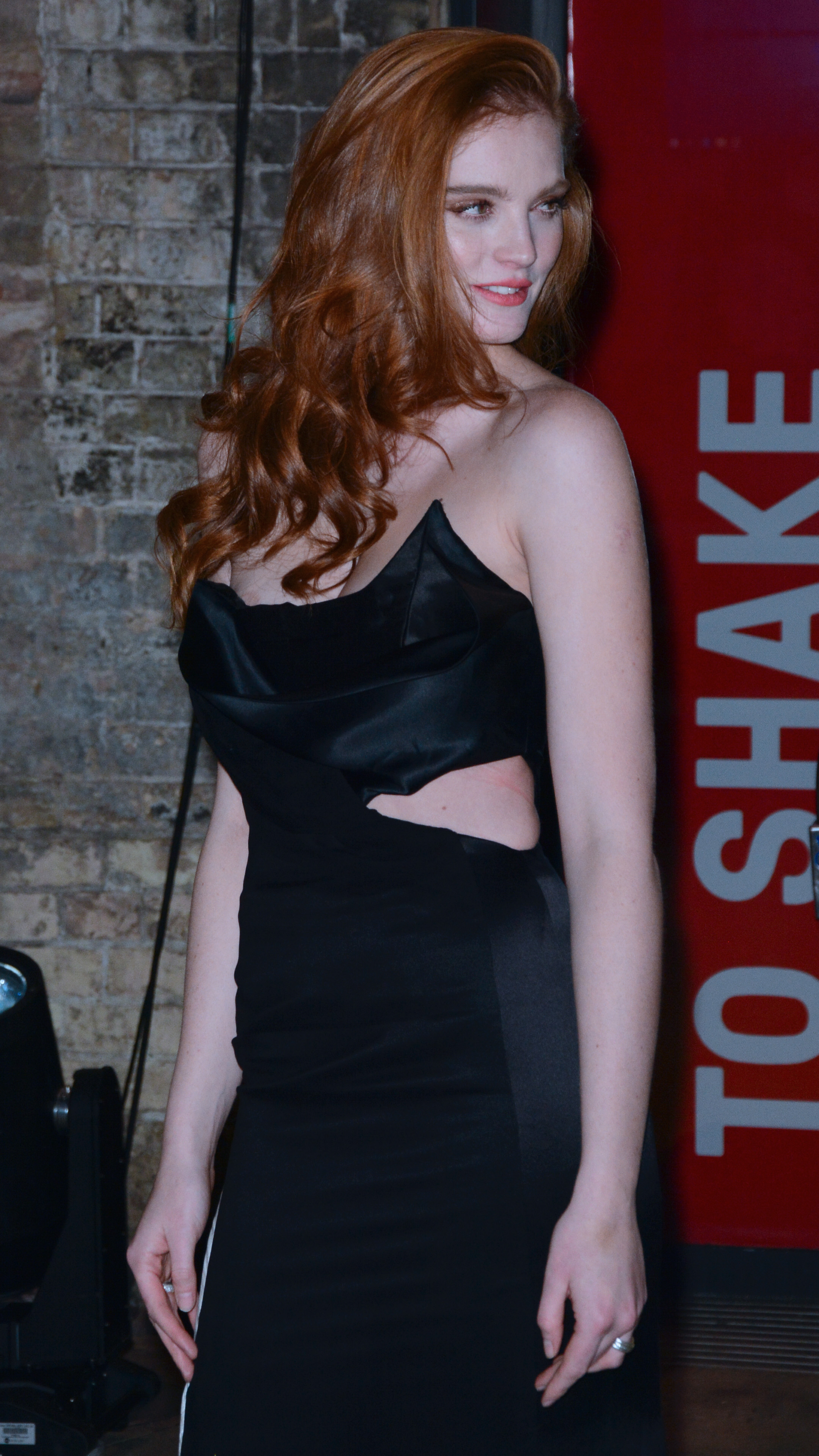
الکسینا لورنا گراهام

الکسینا لورنا گراهام  (متولد 3 مارس 1990) یک مدل انگلیسی است. 
الکسینا در سال 2017 بعد از شرکت در نمایش مد ویکتوریا سیکرت با این شرکت شروع به کار کرد. 
گراهام در سال 2019 اولین دختر مو قرمزی بود که تبدیل به یکی از فرشته های معروف ویکتوریا سیکرت شد. 
او همچنین با برند مشهور لورئال همکاری هایی نیز دارد.